# Правдин, Лев Николаевич
Лев Николаевич Правдин — советский писатель. Заслуженный работник культуры РСФСР.

## Биография
Родился в 1905 году в деревне Заполье. Член КПСС, исключён в связи с репрессиями.
Образование высшее (окончил Литературный институт в 1940 году).
С 1922 года — на творческой работе.
До 1937 гг. — литсотрудник Самарской краевой газеты «Средневолжский комсомолец», внештатный инструктор Самарского горкома ВЛКСМ, профессиональный писатель.
Репрессирован в 1937 году как участник контрреволюционной группы Артёма Весёлого.
- В 1937—1947 гг. — лесоруб, грузчик, десятник, строитель лежневых дороги, бригадир в деревообделочной мастерской в лагерях Красноярского края[1].
- В 1947—1948 гг. — вольнопоселенец в Перми[1].
- В 1948—1954 гг. — репрессирован, разнорабочий, учётчик на сплаве, создатель самостоятельного театра в Доме культуры в селе Сухобузимо Красноярского края[1].
- В 1955—1985 гг. — художник, редактор Пермского книжного издательства[1].

Член Союза писателей СССР (1934).
Умер в Перми в 2003 году. Похоронен на Южном кладбище Перми.

## Сочинения
- Берендеево царство : роман-хроника / Л. Н. Правдин. — Пермь : Пермское книжное издательство, 1980. — 460 с. : 1 л. портр.
- Бухта Анфиса : роман / Л. Н. Правдин. — Пермь : Пермское книжное издательство, 1974. — 396 с.
- Зал ожидания : повести / Л. Н. Правдин; [худож. С. Можаева]. Пермь : Пермское книжное издательство, 1987. — 383 с. : ил. — Содерж.: Зал ожидания; Мгновения счастья; На всю дальнейшую жизнь.
- Мальвы цветут / Л. Н. Правдин. — Пермь : Пермское книжное издательство, 1961. — 70 с.
- Море ясности : роман / Л. Н. Правдин. — Пермь : Пермское книжное издательство, 1971. — 290 с.
- Мы строим дом / Л. Н. Правдин. — Пермь : Пермское книжное издательство, 1959. — 62 с.
- На севере диком / Л. Н. Правдин. — Молотов : Молотовское книжное издательство, 1955. — 223 с.
- Новый Венец / Л. Н. Правдин. — Пермь : Пермское книжное издательство, 1964. — 511 с.
- Область личного счастья : роман / Л. Н. Правдин; [предисл. К. Боголюбова; худож. Р. Фахрутдинов]. — 2-е изд. — Пермь : Пермское книжное издательство, 1975. — 543 с. : ил.
- Океан бурь : роман / Л. Н. Правдин; [худож. В. Аверкиев]. — Пермь : Пермское книжное издательство, 1979. — 415 с. : ил.
- Ответственность : [роман] / Правдин Лев Николаевич; [худож. В. Аверкиев]. — [2-е изд., доп.]. — Пермь : Пермское книжное издательство, 1991. — 397, [1] с. : ил.
- Ревизор : роман / Правдин Лев Николаевич. — Пермь : Пермское книжное издательство, 1967. — 176 с.
- Сразу после грозы : [повести и рассказы] / Правдин Лев Николаевич. — Пермь : Пермское книжное издательство, 1965. — 373 с.
- Юноша безумный : роман, повести, рассказы / Правдин Лев Николаевич. — Москва : Современник, 1977. — 336 с. — (Новинки «Современника»).